# Temporada 1969 del Campeonato Europeo de Fórmula Dos
La temporada 1969 del Campeonato Europeo de Fórmula Dos fue la tercera edición de dicho campeonato.

## Calendario
|   | Circuito           | Fecha      | Vueltas | Distancia        | Tiempo                | Velocidad                 | Pole Position        | Vuelta rápida                       | Ganador                            |
| - | ------------------ | ---------- | ------- | ---------------- | --------------------- | ------------------------- | -------------------- | ----------------------------------- | ---------------------------------- |
| 1 | Thruxton           | 7 April    | 50      | 3.862=193.10 km  | 1'02:44.6 1 lap down  | 184.657 km/h -            | Jochen Rindt         | Jochen Rindt                        | Jochen Rindt Henri Pescarolo       |
| 2 | Hockenheim         | 13 April   | 20+20   | 6.769=270.76 km  | 1'21:39.6 1'21:40.2   | 198.942 km/h 198.918 km/h | Henri Pescarolo      | Jean-Pierre Beltoise                | Jean-Pierre Beltoise Hubert Hahne  |
| 3 | Nürburgring        | 27 April   | 10      | 22.835=228.35 km | 1'21:40.4 1'23:52.4   | 167.754 km/h 163.353 km/h | Jo Siffert           | Jackie Stewart                      | Jackie Stewart Hubert Hahne        |
| 4 | Jarama             | 11 May     | 60      | 3.404=204.24 km  | 1'29:36.7 1 lap down  | 136.750 km/h -            | Jean-Pierre Beltoise | Jackie Stewart Jean-Pierre Beltoise | Jackie Stewart Johnny Servoz-Gavin |
| 5 | Tulln-Langenlebarn | 12-13 July | 35+35   | 2.7=189.0 km     | 1'13:22.02 1'14:33.40 | 154.565 km/h 152.099 km/h | Jochen Rindt         | Jochen Rindt                        | Jochen Rindt François Cevert       |
| 6 | Pergusa-Enna       | 24 August  | 31+31   | 4.7=296.98 km    | 1'17:58.0 1'17:58.7   | 228.544 km/h 228.510 km/h | Clay Regazzoni       | Graham Hill                         | Piers Courage Johnny Servoz-Gavin  |
| 7 | Vallelunga         | 12 October | 40+40   | 3.2=224.0 km     | 1'25:57.2             | 149.525 km/h              | Johnny Servoz-Gavin  | Johnny Servoz-Gavin                 | Johnny Servoz-Gavin                |

## Clasificación de pilotos
Por cada carrera se otorgaron puntos: 9 puntos para el ganador, 6 para el segundo lugar, 4 para el tercer lugar, 3 para el cuarto lugar, 2 para el quinto lugar y 1 para el sexto lugar. No se otorgaron puntos adicionales.
| Lugar           | Nombre              | Equipo                 | Equipo  | Coche        | THR | HOC | NÜR | JAR | TUL | EMM | VLL | Points |
| --------------- | ------------------- | ---------------------- | ------- | ------------ | --- | --- | --- | --- | --- | --- | --- | ------ |
| 1               | Johnny Servoz-Gavin | Matra International    | Matra   | Ford         | 6   | (3) | 4   | 9   | -   | 9   | 9   | 37     |
| 2               | Hubert Hahne        | BMW                    | Lola    | BMW          | -   | 9   | 9   | 6   |     |     |     | 28     |
| 2               | Hubert Hahne        | BMW                    | BMW     | BMW          |     |     |     |     | 4   | -   | -   | 28     |
| 3               | François Cevert     | Tecno Racing           | Tecno   | Ford         | 3   | -   | 3   | -   | 9   | 6   | -   | 21     |
| 4               | Henri Pescarolo     | Matra Sports           | Matra   | Ford         | 9   | 4   | -   | -   | -   | -   | -   | 13     |
| 5               | Peter Westbury      | FIRST                  | Brabham | Ford         | -   | -   | -   | 3   | 2   | -   | 6   | 11     |
|                 | Derek Bell          | Ferrari                | Ferrari | Ferrari Dino | -   | -   | 6   | 2   | -   | -   |     | 11     |
| Williams Racing | Derek Bell          | Brabham                | Ford    |              |     |     |     |     |     | 3   |     | 11     |
| 7               | Tino Brambilla      | Ferrari                | Ferrari | Ferrari Dino | 4   | -   | -   | 4   | -   | -   | -   | 8      |
|                 | Nanni Galli         | Tecno Racing           | Tecno   | Ford         | -   | 1   | -   | 1   | 6   | -   | -   | 8      |
| 9               | Kurt Ahrens, Jr.    | Ahrens Racing          | Brabham | Ford         | -   | 6   | -   | -   | -   | -   | -   | 6      |
| 10              | Clay Regazzoni      | Ferrari                | Ferrari | Ferrari Dino | 1   | -   | -   | -   | -   |     |     | 5      |
| 10              | Clay Regazzoni      | Tecno Racing           | Tecno   | Ford         |     |     |     |     |     | 4   | -   | 5      |
| 11              | Alan Rollinson      | Winkelmann Racing      | Lotus   | Ford         | -   | 2   | -   | -   | -   |     |     | 4      |
| 11              | Alan Rollinson      | Irish Racing           | Brabham | Ford         |     |     |     |     |     | 2   | -   | 4      |
|                 | John Miles          | Winkelmann Racing      | Lotus   | Ford         | -   | -   | -   | -   | -   | -   | 4   | 4      |
| 13              | Xavier Perrot       | Squadra Tartaruga      | Brabham | Ford         | -   | -   | -   | -   | 3   | -   | -   | 3      |
|                 | Robin Widdows       | Gerard Racing          | Brabham | Ford         | -   | -   | -   | -   | -   | 3   | -   | 3      |
| 15              | Enzo Corti          | Scuderia Picchio Rossa | Brabham | Ford         | 2   | -   | -   | -   | -   | -   | -   | 2      |
|                 | Malcolm Guthrie     | Williams Racing        | Brabham | Ford         | -   | -   | 2   | -   | -   | -   | -   | 2      |
|                 | Werner Lindermann   | Montan Racing          | Brabham | Ford         | -   | -   | 1   | -   | 1   | -   | -   | 2      |
|                 | Franco Bernabei     | Williams Racing        | Brabham | Ford         | -   | -   | -   | -   | -   | -   | 2   | 2      |
| 19              | Patrick Dal Bo      | Pygmée                 | Pygmée  | Ford         | -   | -   | -   | -   | -   | 1   | -   | 1      |
|                 | John Pollock        | Team Ireland           | Lotus   | Ford         | -   | -   | -   | -   | -   | -   | 1   | 1      |